# 브리타 하이데만
브리타 하이데만(독일어: Britta Heidemann, 1982년 12월 22일~)은 독일의 펜싱 선수로 주 종목은 에페이다. 

## 경력
하이데만은 1982년에 쾰른에서 태어났다. 
2002년에 포르투갈 리스본에서 열린 2003년 세계 선수권 대회에서 처음으로 세계 펜싱 선수권 대회에 출전했는데, 준결승전에서 대한민국의 현희에게 패하였다. 
2012년 하계 올림픽 준결승에서 대한민국의 신아람 선수를 상대로 논란이 있었던 판정으로 승리하여 구설수에 올랐다. 결승전에서는 우크라이나의 야나 셰먀키나에 패하였다.

## 개인사
하이데만은 플레이보이 촬영을 하기도 하였다.

## 같이 보기
- 2012년 하계 올림픽 독일 선수단